# Карвальо, Эрнан
Луи́с Эрна́н Карва́льо Ка́стро (исп. Luis Hernán Carvallo Castro; 19 августа 1922, Сантьяго — 24 марта 2011, Сантьяго) — чилийский футболист, игравший на позиции полузащитника, участник чемпионата мира (1950).

## Биография

### Клубная карьера
Карвальо всю футбольную карьеру играл за «Универсидад Католика», в составе которого выиграл два чемпионских титула в 1949 и 1954 годах, а также в 1956 году выиграл Второй дивизон Чили. В этом же клубе в 1956 году Карвальо завершил карьеру в возрасте 34 лет.

### Карьера в сборной
В составе сборной Чили Карвальо принимал участие на чемпионате Южной Америки 1946 года, на котором чилийцы остались без медалей, заняв итоговое пятое место.
В 1950 году был включён в заявку сборной на чемпионат мира, где сыграл в двух матчах группового этапа со сборными Англии и Испании; оба матча завершились поражениями чилийцев со счётом 2:0. Всего за сборную Чили сыграл 7 матчей, в которых не забил ни одного мяча.

### Смерть
Скончался 24 марта 2011 года в Сантьяго в возрасте 88 лет.

## Достижения
«Универсидад Католика»
- Чемпион Чили (2): 1949, 1954
- Чемпион Примеры B Чили (1): 1956